# Плитвица (ријека)
Плитвица је ријека у Републици Хрватској, десна притока ријеке Драве. Дугачка је 65 km, а заузима површину од 216km².